# Phaulopsis
Genre
Phaulopsis Willd. est un genre de plantes à fleurs de la famille des Acanthaceae.
C'est le genre type et le seul genre de la sous-famille des Phaulopsidinae.

## Liste d'espèces
Selon Catalogue of Life (9 janvier 2018) :
- Phaulopsis aequivoca M. Manktelow
- Phaulopsis angolana S. Moore
- Phaulopsis barteri T. Anders.
- Phaulopsis ciliata (Willd.) Hepper
- Phaulopsis gediensis M. Manktelow
- Phaulopsis grandiflora M. Manktelow
- Phaulopsis imbricata (Forssk.) Sweet
- Phaulopsis johnstonii C. B. Cl.
- Phaulopsis lankesterioides (Lindau) Lindau
- Phaulopsis latiloba M. Manktelow
- Phaulopsis lindaviana Wildem.
- Phaulopsis marcelinoi M. Manktelow
- Phaulopsis micrantha C. B. Cl.
- Phaulopsis pulchella M. Manktelow
- Phaulopsis sangana S. Moore
- Phaulopsis savannicola M. Manktelow
- Phaulopsis semiconica P. G. Meyer
- Phaulopsis symmetrica M. Manktelow
- Phaulopsis talbotii S. Moore
- Phaulopsis verticillaris (Nees) M. Manktelow

Selon NCBI (9 janvier 2018) :
- Phaulopsis angolana
- Phaulopsis dorsiflora
- Phaulopsis imbricata
- Phaulopsis oppositifolia
- Phaulopsis pulchella
- Phaulopsis rupestris
- Phaulopsis talbotii
- Phaulopsis verticillaris

Selon The Plant List (9 janvier 2018) :
- Phaulopsis angolana S.Moore
- Phaulopsis barteri T.Anderson
- Phaulopsis ciliata (Willd.) Hepper
- Phaulopsis dorsiflora (Retz.) Santapau
- Phaulopsis gediensis Mankt.
- Phaulopsis imbricata (Forssk.) Sweet
- Phaulopsis johnstonii C.B.Clarke
- Phaulopsis lankesterioides (Lindau) Lindau
- Phaulopsis marcelinoi Mankt.
- Phaulopsis micrantha (Benth.) C.B.Clarke
- Phaulopsis oppositifolius Lindau
- Phaulopsis pulchella Mankt.
- Phaulopsis rupestris (Nees) Lindau
- Phaulopsis sangana S.Moore
- Phaulopsis savannicola Mankt.
- Phaulopsis semiconica P.G.Mey.
- Phaulopsis talbotii S. Moore
- Phaulopsis verticillaris (Nees) Mankt.

Selon Tropicos (9 janvier 2018) (Attention liste brute contenant possiblement des synonymes) :
- Phaulopsis angolana S. Moore
- Phaulopsis barteri (T. Anderson) Lindau
- Phaulopsis betonica S. Moore
- Phaulopsis ciliata (Willd.) Hepper
- Phaulopsis dorsiflora (Retz.) Santapau
- Phaulopsis falcisepala C.B. Clarke
- Phaulopsis gediensis Mankt.
- Phaulopsis imbricata (Forssk.) Sweet
- Phaulopsis inaequalis Pic. Serm.
- Phaulopsis johnstonii C.B. Clarke
- Phaulopsis lankesterioides (Lindau) Lindau
- Phaulopsis marcelinoi Mankt.
- Phaulopsis micrantha (Benth.) C.B. Clarke
- Phaulopsis microphylla C.B. Clarke
- Phaulopsis obliqua T. Anderson Ex S. Moore
- Phaulopsis oppositifolia (J.C. Wendl.) Lindau
- Phaulopsis poggei (Lindau) Lindau
- Phaulopsis pulchella Mankt.
- Phaulopsis rupestris (Nees) Lindau
- Phaulopsis sangana S. Moore
- Phaulopsis savannicola Mankt.
- Phaulopsis semiconica P.G. Mey.
- Phaulopsis silvestris (Lindau) Lindau
- Phaulopsis talbotii S. Moore
- Phaulopsis verticillaris (Nees) Mankt.